# Andrea di Scozia
Andrea di Scozia anche Andrea di Fiesole (Irlanda, ... – IX secolo) fu un discepolo di san Donato, suo maestro di filosofia e pellegrino con lui verso Roma. Da Donato, divenuto vescovo, Andrea ebbe il titolo di arcidiacono di Fiesole.

## Biografia
Sant'Andrea di Fiesole restaurò la chiesa di San Martino a Mensola, distrutta dagli Ungari, e fondò un monastero dove poi si ritirò. Al momento della morte fu assistito dalla sorella Brigida, giunta "prodigiosamente" dall'Irlanda. Brigida promise di non allontanarsi dalla tomba del fratello, che fu sepolto nella chiesa, e visse da penitente, nella località che porta il suo nome.
«Essendo Vescovo di Fiesole S. Donato di Scotitia, et havendo per Archidiacono un suo Paesano per nome Andrea; andando a diporto per que' promontori; discesi a Mensola, e passando da un picciolo Oratorio dedicato a S. Martino, e vedendolo senza tetto, dirupata in parte la muraglia, e pieno di sterpi, e spini; Andrea prostrato ai piedi di Donato, chiesegli in dono quel sito, ed ottenutolo, s' applicò risarcirlo e fece tante limosine da que Popoli, che v'eresse non solo una Chiesa capace, ma ancora un picciolo Monastero, ove radunò alcuni pochi Compagni, che presero la Regola Benedettina, e consacrata la Chiesa dal detto Vescovo, elessero in loro Ahbate il medemo Arcidiacono, ricevendo tutti dalle mani del medemo Donato l'Abito Monacale. Nonostante, che Andrea havesse l'Offitio d'Arcidiacono, non per questo fu negligente risedere in questo luogo, et assistere alle fontioni nella Cattedrale di Fiesole. Avvicinatosi il periodo dei suoi giorni, e quantunque aggravato dall'infermità, non cessò di tenere la mente raccolta alle contemplationi Celesti, e non so come venutagli a memoria la sua sorella Brigida rivolti gl' occhi al Cielo, mostrò il vivo desiderio di vederla avanti la sua partenza da mortali, et ecco, che in questo stesso punto standosene Brigida cibandosi d'insalata, e d'alcuni piccioli pesci, fu dall'Angelo nel medemo modo che si trovava a mensa portata da Scotia avanti del fratello infermo, non senza meraviglia e d'Andrea, e dei suoi pochi Monaci, il quale rese le debite gratie all'Altissimo, et di poi rivolto alla Sorella gli narrò il desiderio venutogli di vederla avanti, che facesse il passaggio all'altra vita, e Dio benigno Signore gl' havea concessa sì segnalata gratia. Brigida quasi risvegliata come da profondissimo sonno, ammirata vedersi avanti del Fratello agonizzante quello che dicesse, e facesse per tenerezza, et affetto verso d'Andrea, la nostra penna non ha forza di narrarlo. Spirata quella bell'Anima nelle braccia di Brigida, in un subbito sparsa la fama, vi accorsero tutti li Popoli circonvicini, conducendovi molti ossessi da Spiriti infernali, ciechi, et altri malconci da varie infermità, che al tatto del suo Corpo incontinente restorono liberi; e fattitegli le solite esequie dal Clero di Fiesole, fu involto in un liuto d'aromati, e racchiuso in una Cassa, dandogli sepoltura in mezzo della sua Chiesa ; e ciò seguì al tempo di S. Leone Terzo di questo nome Sommo Pontefice, et di Carlo Magno il dì 22 del mese d'agosto sicome in tal giorno si celebra la sua festa».

## Culto

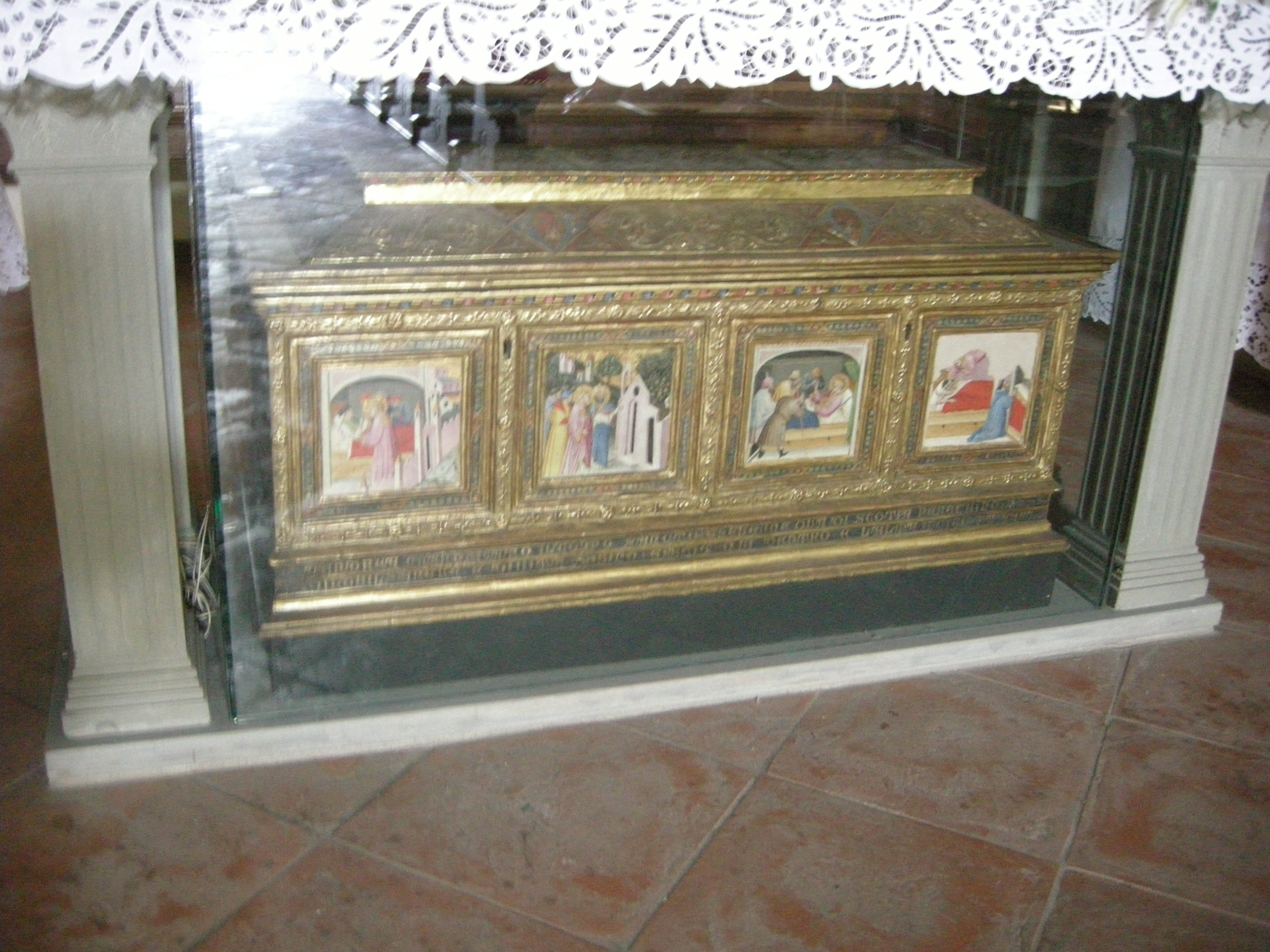
La cassa di sant'Andrea di Scozia

Le sue spoglie sono ancora conservate nella chiesa di San Martino di Mensola in un'urna di pastiglia dorata eseguita nel 1389 su commissione di Leonardo Buonafede, Cavaliere di Malta, e decorata con quattro pannelli dipinti con scene della vita del santo. Parte dei suoi resti furono poi successivamente traslati in un busto-reliquiario di legno dipinto e dorato.